# Електрофлотація
Електрофлотація (рос. электрофлотация, англ. electroflotation; нім. Elektroflotation f) – флотація, при якій утворення газових бульбашок проводиться шляхом електролітичного розкладу води з виділенням на аноді бульбашок кисню, а на катоді - водню. Застосовується г.ч. для очищення відпрацьованих пром. розчинів і стоків від йонів металів і тонкодисперсних осадів гідрооксидів металів: заліза, міді, нікелю, кадмію, хрому, магнію тощо. 

## Загальний опис

Електрофлотація (електролітична флотація) використовує міжфазну поверхню утворених при електролізі бульбашок водню або кисню, крупність яких регулюється зміною сили струму. Електрофлотація може бути використана для флотації дрібних і дуже дрібних частинок, а також при здійсненні іонної флотації і її різновидів (пінного фракціонування, флотації гідрофобних і гідрофобізованих осадів, флотоекстракції), якщо поверхня розділу «газ – рідина» використовується для вилучення з розчинів іонів і молекул органічних сполук або продуктів їхньої взаємодії з іонами або молекулами неорганічних сполук. 
Вперше Е. запропонована у 1904 р. Ф.Ельмором (Велика Британія). До кін. 60-х рр. XX ст. спосіб практично не використовувався. Відомо дек. різновидів Е. як самост. процесу, так і в поєднанні зі звичайною пінною флотацією, при якій Е. слугує для активації поверхні частинок, придання ним певних зарядів, зміни рН пульпи, Е. може проводитися сумішшю бульбашок водню і кисню. 
Електролітичний розклад води проводиться при густині струму 10-20 мА/см² безпосередньо в камері флотомашини або у виносному газоґенераторі. При цьому використовують різні за формою і розташуванням електродів конструктивні рішення: аноди і катоди, розташовані біля дна камери на певній відстані один від одного, утворюють своєрідну решітку. 
Принципова особливість Е. - можливість здійснення процесу без реаґентів-збирачів (застосовуються тільки реаґенти для утворення осадів і їх флокуляції), а також висока дисперсність бульбашок (мкм і десятки мкм), що на 1-2 порядки менша, ніж у звичайній пінній флотації; це дозволяє флотувати більш тонкі частки, аж до йонів. 
Перспективність використання Е. визначається можливістю істотного прискорення процесу відстоювання і виділення осаду, який у звичайних хім. виробництвах становить 2-6 год. Крім того, при Е. існує принципова можливість селективного вилучення металів, а не в суміші з інш. компонентами розчину. Відсутність органіч. реаґентів обумовлює екологічну чистоту процесу, що сприяє створенню виробництв по вилученню Е. деяких компонентів з морських і термальних вод.

## Флотаційні машини
Електролітичні флотаційні машини, основним способом аерації
пульпи в яких є створення бульбашок газів при електролізі. Застосовуються для йонної флотації й
очищення стічних вод. При проходженні струму через рідину, що
очищується, не тільки утворюються дрібніші бульбашки газів, але і
змінюється хімічний склад рідини,
властивості і стан нерозчинних
домішок. При проходженні стічної
води у просторі між електродами
відбувається електроліз, поляризація частинок, електрофорез, окисно-відновлювальні реакції, взаємодія продуктів електролізу між
собою і іншими компонентами.
Інтенсивність цих процесів залежить,
по-перше, від хімічного складу
рідини, по-друге, від матеріалу
електродів, які можуть бути розчинними й нерозчинними, по-третє,
від параметрів електричного струму, напруги, щільності струму на
електродах. Схеми деяких конструкцій електрофлотаційних машин наведені на рисунку.
Розрізняють протитечійні (бульбашки і рідина, що очищується, рухаються назустріч один одному) (рис. а), прямотечійні (рідина, що очищується пропускається між
електродами) (рис. б). У випадку застосування розчинних
електродів, звичайно залізних або алюмінієвих, на аноді
відбувається анодний розчин металу (рис. в), у результаті чого
у воду переходять катіони заліза або алюмінію, які при зустрічі
з гідроксильними групами створюють різні гідроксиди, що є
розповсюдженими в практиці обробки води коагулянтами.
Одночасне створення пластівців коагулянту й бульбашок газу
в стиснених умовах простору між електродами створює
передумови для надійного закріплення газових бульбашок на
пластівцях, інтенсивної коагуляції забруднюючих речовин,
енергійного протікання процесів сорбції, адгезії і, як наслідок,
більш ефективної флотації.